# Rubus glandithyrsos
Rubus glandithyrsos är en rosväxtart som beskrevs av Gottlieb Braun. Enligt Catalogue of Life ingår Rubus glandithyrsos i släktet rubusar och familjen rosväxter, men enligt Dyntaxa är tillhörigheten istället släktet rubusar och familjen rosväxter. Arten har ej påträffats i Sverige. Inga underarter finns listade i Catalogue of Life.